# 希格瓦伊斯
希格瓦伊斯（Highways），是印度泰米尔纳德邦Theni县的一个城镇。总人口7028（2001年）。

## 人口
该地2001年总人口7028人，其中男性3601人，女性3427人；0—6岁人口680人，其中男367人，女313人；识字率67.73%，其中男性为77.06%，女性为57.92%。